# Davit Tsimak'uridze
Davit Tsimak'uridze (in georgiano დავით ციმაკურიძე?; Poti, 29 marzo 1925 – Tbilisi, 9 maggio 2006) è stato un lottatore sovietico, dal 1992 georgiano, specializzato nella lotta libera.

## Palmarès

### Olimpiadi
- Oro a Helsinki 1952 nei pesi medi.